# Жозеф-Бенуа Сюве
Жозеф-Бенуа Суве (нід. Joseph-Benoît Suvée; 1743 — 1807) — фламандський художник. Творив під сильним впливом французького неокласицизму.

## Біографія
Сюве народився 3 січня 1743 року в Брюгге. Вивчав живопис у Матіаса де Віша. У віці 19 років переїхав до Франції і став вихованцем Жана-Жака Башельє. У 1771 році він отримав Римську премію. З 1772 по 1778 рік продовжив навчання у Французькій академії в Римі. Після повернення до Парижа він став академік і відкрив художню школу для молодих жінок у Луврі. Однією з його учениць була Констанція Маєр. Він був постійним конкурентом Жака-Луї Давіда.
У 1791 році Суве призначений директором Французької академії в Римі, замінивши Франсуа-Гійома Менаже, але, оскільки він був ув'язнений у в'язниці Сен-Лазар, зміг зайняти цю посаду лише в 1801 році. Після блискучої кар'єри та шести років перебування в Римі на посаді директора Академії Суве раптово помер.

## Вибрані картини

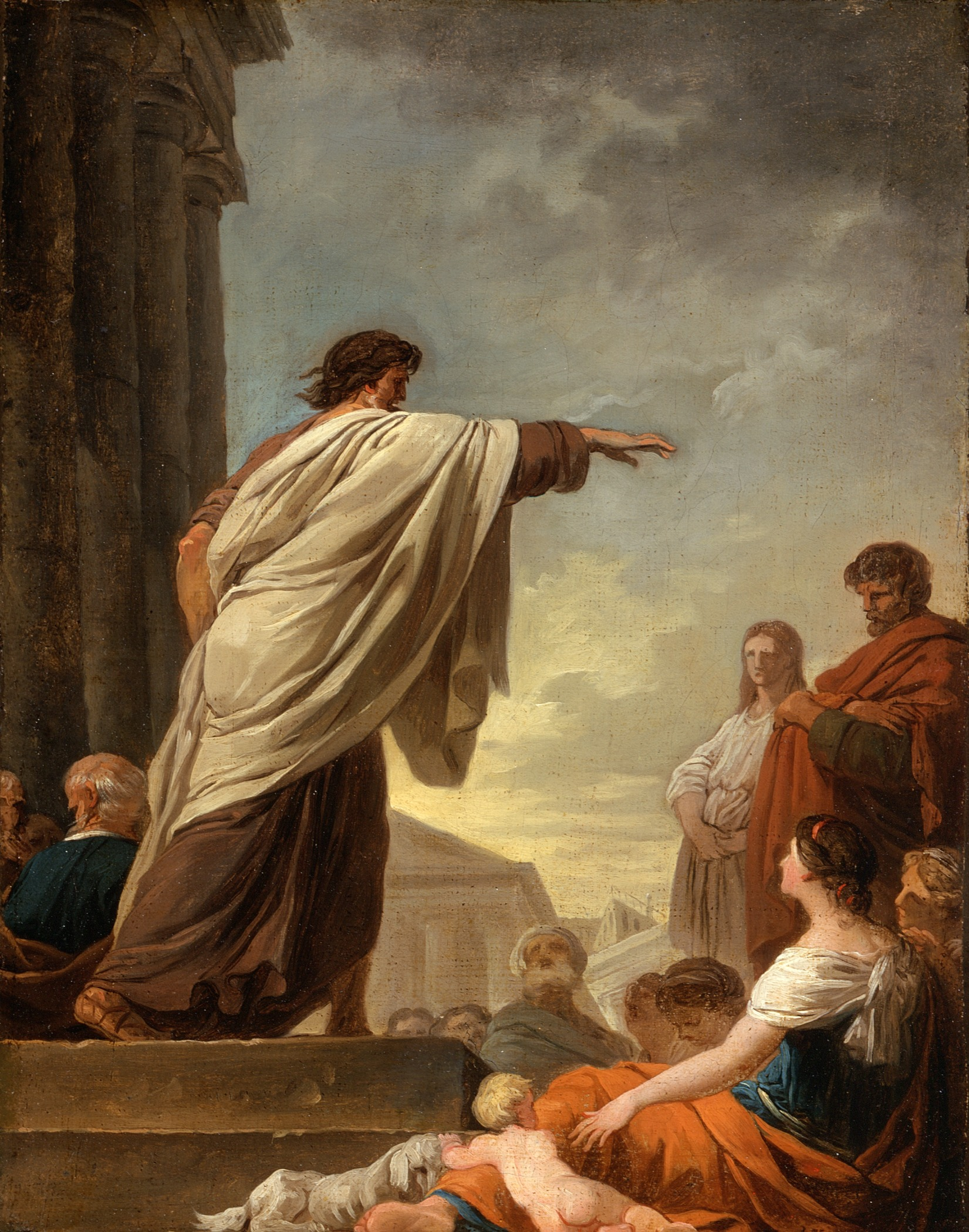
Передбачення святого Павла
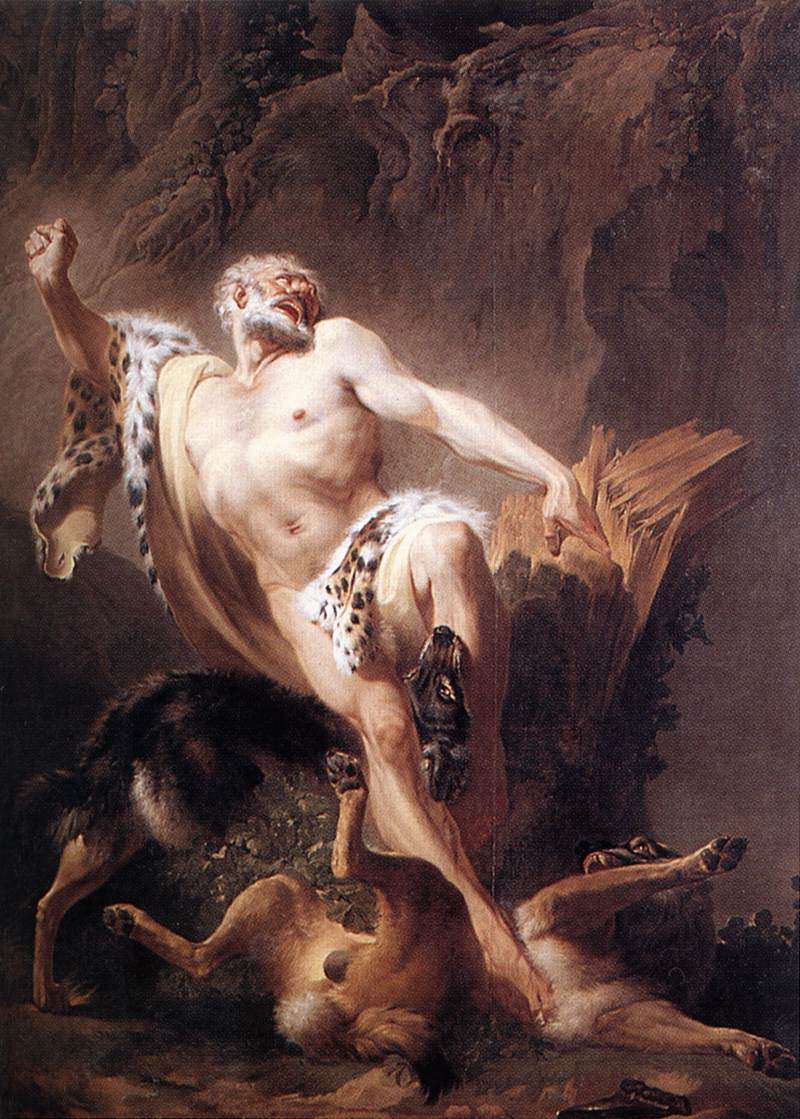
Мілон Кротонський
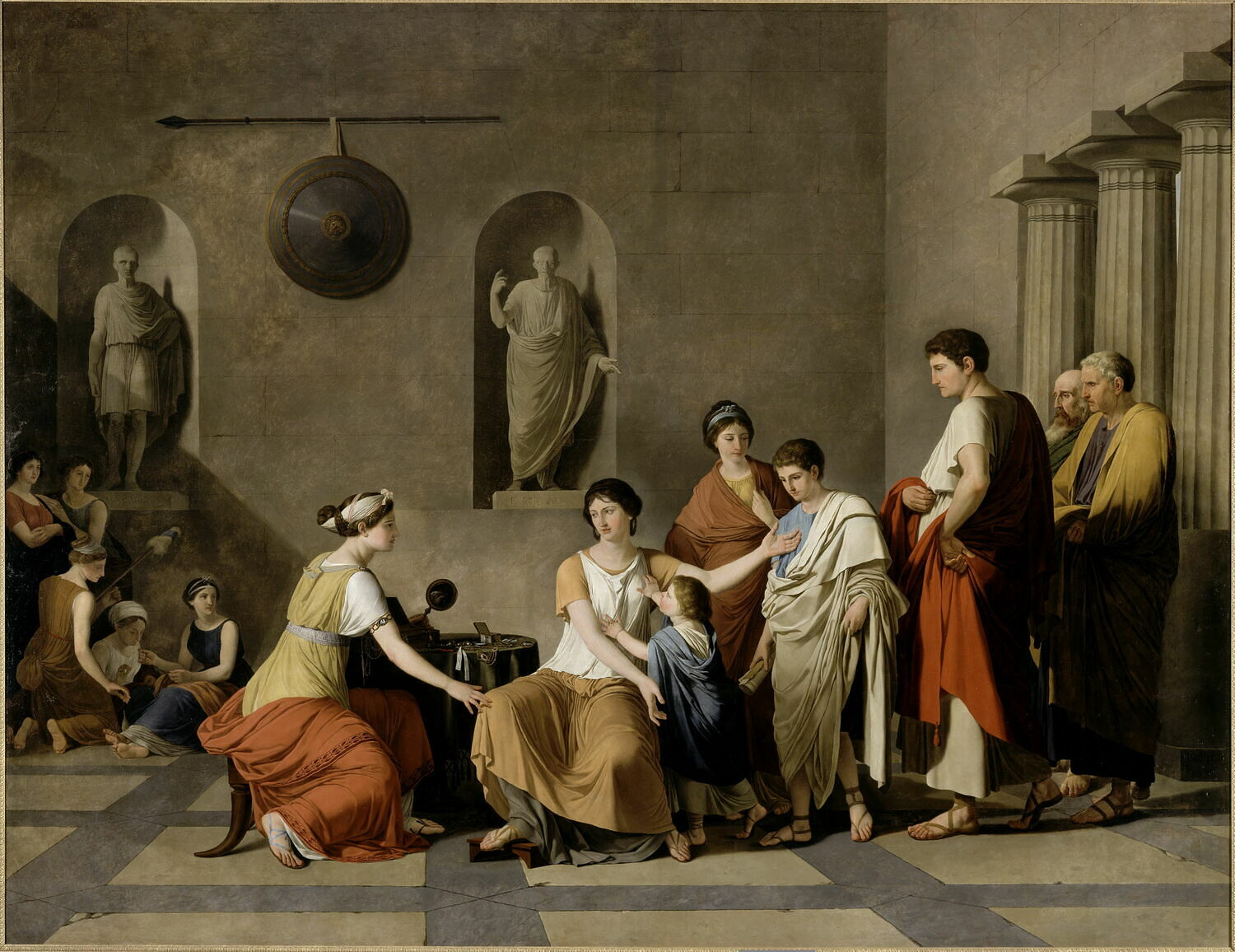
Корнелія
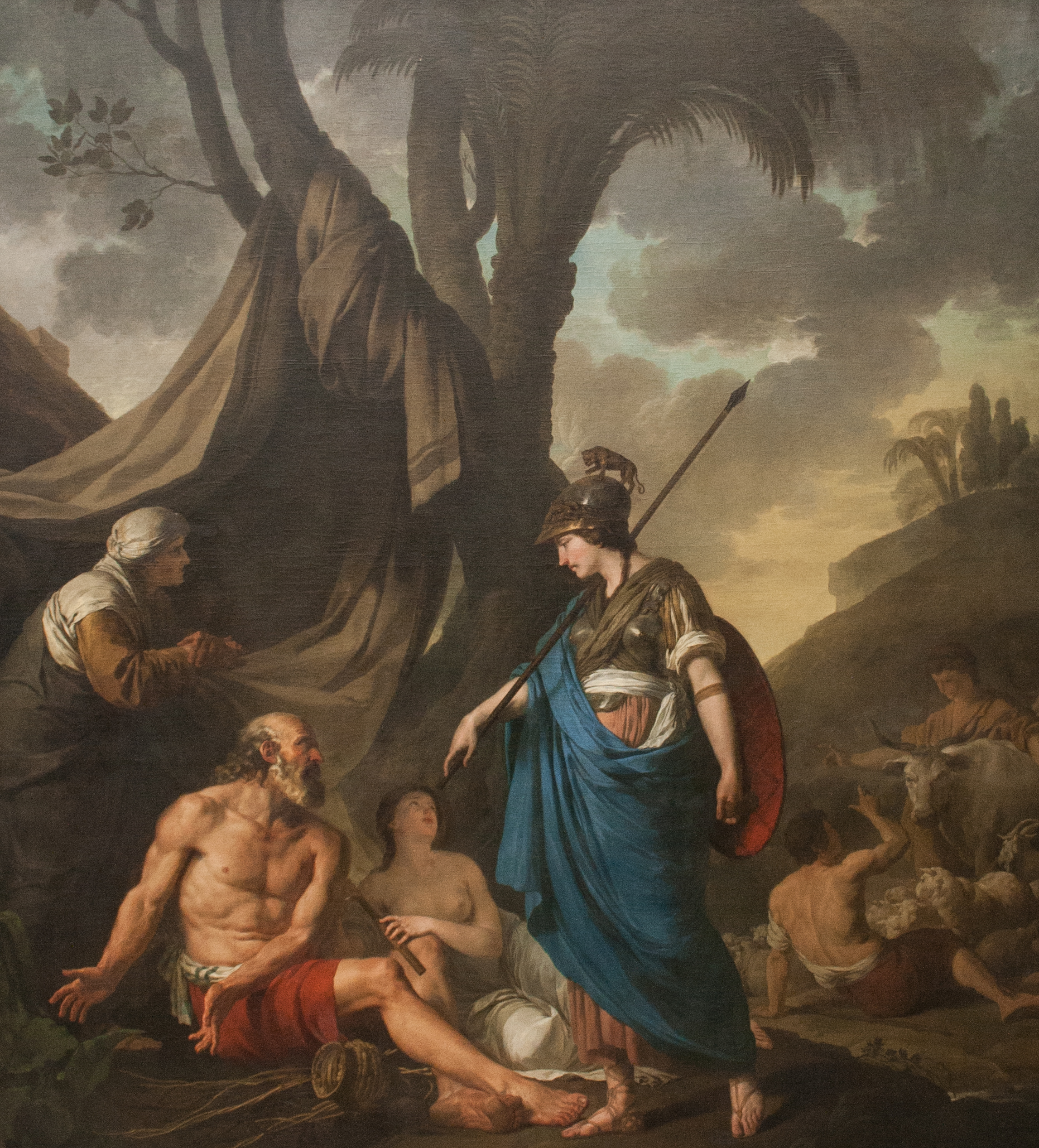
Ермінія та пастухи